# 壷井宇乃子
壷井 宇乃子（つぼい うのこ、1917年（大正6年）12月13日 - 1940年（昭和15年）11月4日）は、昭和時代の競泳選手。専門は平泳ぎ。

## 経歴・人物
京都府京都市出身。幼少時代は心臓が悪く、医師から「激しい運動をさせていけない」と言われていた子だったという。このため宇乃子の両親は娘が水泳をすることを快く思わなかったという。宇乃子自身は「水泳を始めたおかげで五尺三寸の体躯となり、精神力が強くなった」ことを後に語っている。
学童時代に大日本武徳会遊泳部（京都武徳会、現在の京都踏水会スイミングクラブ）に入り、本格的に競泳に取り組む。京都武徳会所属で京都府立京都第一高等女学校（現在の京都府立鴨沂高等学校）時代の1934年（昭和9年）の全日本選手権水上競技大会女子200m平泳ぎにて優勝した前畑秀子（椙山女学園）に次いで2位に入賞している。
京都府立京都第一高等女学校から日本女子体育専門学校（女子體専）に進学、在学中、1936年ベルリンオリンピックに競泳日本代表として女子200m平泳ぎに出場したが予選落ちに終わった。
1937年（昭和12年）の全日本選手権水上競技大会では、前畑秀子引退後の女子200m平泳ぎにて3分16秒0のタイムで優勝、現役時代唯一の日本選手権制覇を果たした。
日本女子体育専門学校卒業と同時に体育教師になるために現役を引退。引退後に中華民国の上海に渡り当地に在った上海日本女学校の教師となった。
1940年（昭和15年）、上海で病に罹り療養していたが、同年11月4日、上海の自宅で死去。22歳没。没後に日本水上競技連盟機関誌「水泳」第76号（1941年1月）にて壷井宇乃子の逝去を悼む特集が組まれ、宇乃子と共にベルリンオリンピック代表選手団に名を連ねた前畑（兵藤）秀子、菅谷（松澤）初穂、大澤政代、竹村令といった人たちが故人との想い出を語っている。